# Eriosoma mediocornutum
Eriosoma mediocornutum är en insektsart. Eriosoma mediocornutum ingår i släktet Eriosoma och familjen långrörsbladlöss. Inga underarter finns listade i Catalogue of Life.